# Kameroense voetbalbond
De Fédération Camerounaise de Football (afkorting: FCF) is de Kameroense voetbalbond en werd opgericht in 1959. De bond organiseert het Kameroens voetbalelftal en het professionele voetbal in Kameroen (onder andere het Première Division). De voorzitter is Samuel Eto'o. De FCF is aangesloten bij de FIFA sinds 1962 en bij de CAF sinds 1963.